# Angelo Venturoli

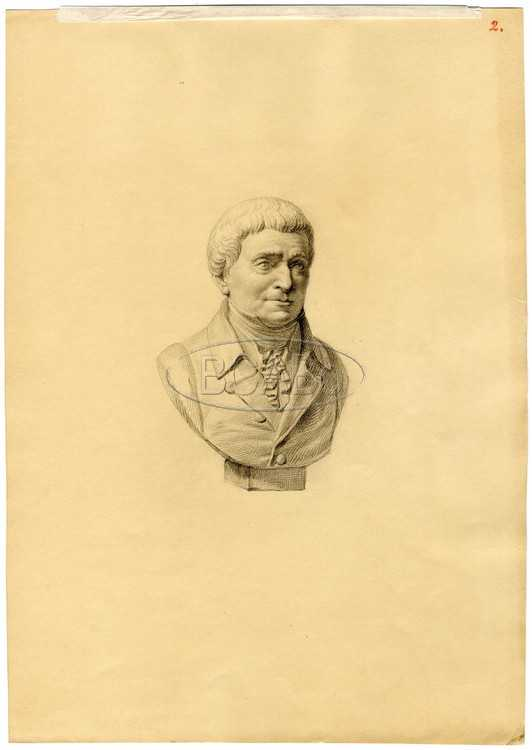
Angelo Venturoli mit einem Bleistift-Porträt seiner Büste

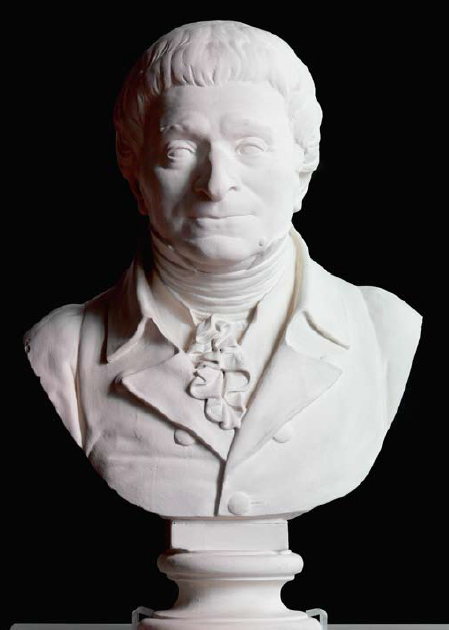
Giacomo De Maria, Porträt von Angelo Venturoli, moderne Kopie nach einer Vorlage aus dem 19. Jh., Medicina (Bo), Museo Civico

Angelo Maria Baldassarre Venturoli (* 8. Januar 1749 in Medicina; † 7. März 1821 in Bologna) war ein italienischer Architekt.

## Leben
Angelo Venturoli stammte aus einfachen Verhältnissen. Nach dem Tod seines Vaters wurde er von einem Verwandten seiner Mutter, D. Luigi Dardani, in Bologna aufgenommen, der die Möglichkeit hatte, seine beiden Söhne zu erziehen. Angelo interessierte sich schon früh für die bildende Kunst, insbesondere für die Architektur. Seine erste Ausbildung fand an der Accademia Clementina in Bologna als Schüler von Petronio Fancelli statt und setzte sich in der Region Venetien fort, als er mit Kardinal Giovanni Cornaro Veneziano nach Venedig zog, um dessen Villa in Castelfranco bei Treviso umzubauen. Bei dieser Gelegenheit machte Venturoli unmittelbare Bekanntschaft mit der Architektur von Andrea Palladio, Jacopo Sansovino und Vincenzo Scamozzi, die während seiner gesamten künstlerischen Laufbahn die Grundlage für seinen klassizistischen Stil bildete. Er kehrte nach Bologna zurück und unterrichtete an der Accademia Clementina (später Accademia di Belle Arti), während er gleichzeitig als Architekt für kirchliche, adlige und bürgerliche Aufträge tätig war. Als Planer war er in der Lage, die unterschiedlichsten Aufträge zu lösen, von feierlichen Denkmälern über Industriebauten und Einrichtungsgegenstände bis hin zu Entwürfen für Villen, Paläste und repräsentative Wohnsitze. Besonders hervorzuheben sind der Palazzo Hercolani in Bologna und die Villa Malvezzi Campeggi in Bagnarola di Budrio (Bo), die von den Zeitgenossen als das „Versailles von Bologna“ bezeichnet wurde.
Angelo Venturoli unterhielt auch in den Jahren zwischen 1796 und 1815, zwischen dem Einmarsch der französischen Truppen und der Wiederherstellung des Kirchenstaates, nützliche Beziehungen zu einflussreichen Persönlichkeiten, während sich die Regierungen und Regime abwechselten. Während seiner langen Karriere spielte er eine führende Rolle in der neoklassizistischen Bologneser Architektur und bezog zahlreiche lokale Künstler und Handwerker in seine Baustellen ein.
Am 20. Mai 1820, knapp ein Jahr vor seinem Tod, ernannte er den Marchese Antonio Bolognini Amorini, den Grafen Luigi Salina und Herrn Carlo Savini zu Verwaltern und Testamentsvollstreckern. Angelo Venturoli starb am 7. Mai 1821 und wurde auf dem Cimitero Monumentale della Certosa di Bologna beigesetzt. 1825 gründeten die Testamentsvollstrecker gemäß dem Testament und dank eines Vermächtnisses von Venturoli das Collegio Venturoli, das heute als Fondazione Collegio Artistico Venturoli, bekannt ist. Der Bildhauer Giacomo De Maria wurde zum ersten Studiendirektor des Kollegs ernannt. Der Marchese Antonio Bolognini Amorini schrieb eine bedeutende Biografie über Venturoli, die 1827 veröffentlicht wurde.

## Stil
„Man kann behaupten, dass er Palladio in der Anmut seiner Ideen und in der Wahl seiner Modelle in genialer Weise nachahmte, indem er sie mit viel Fleiß neu arrangierte, ohne sie sklavisch zu kopieren, und sich den verschiedenen Umständen und Fällen anpasste. ... Er hat die Türen und Fenster immer in einer schönen und geregelten Proportion hergestellt, indem er ihre Größe an die der Foyers, Säle und Räume anpasste, in denen sie sich befanden, und ihre Ornamente richtig zu ihren Räumen proportionierte. Da er die goldene Einfachheit und die Reinheit liebte, machte er die Ornamente oben gerade, ohne Vorsprünge, nicht unterbrochen, keine geknickten Giebel, er überfrachtete die Gesimse weder mit übermäßigen Teilen noch mit Ornamenten, und er pflegte zu sagen, dass man bei der Gestaltung der Umrisse der Gesimse große Sorgfalt walten lassen muss, da er wusste, wie man sie an die Situationen und den Charakter der Gebäude anpasst.“

## Angelo Venturoli und die Certosa von Bologna
Auf der Certosa in Bologna sind wichtige Werke von Venturoli als Architekt erhalten: Cella Hercolani, Denkmal für Maria Barbieri Mattioli, Denkmal für Giovanni Marchetti, Monumento Ottani (ehemals Baldi-Comi) und der Entwurf für eine Grabstele für die Gräberhalle sind die repräsentativsten.

## Wichtigste Werke
- 1786 Denkmal des Herzogs von Curlandiaa – Bologna, Accademia di Belle Arti
- 1793 Palazzo Hercolani – Bologna, Strada Maggiore
- 1793 Campanile in Renazzo, Cento (Fe)
- 1793 Villa Modoni, Medicina (Bo)
- 1804–1812 Villa Malvezzi Campeggi – Bagnarola di Budrio (Bo)
- 1809 Umgestaltung Palazzo Salina Amorini Bolognini – Bologna, Via Santo Stefano
- 1809 Renovierung des Casinos des Herzog Nicolò Fava Ghisilieri a Ceretolo (Bo)
- 1815–1816 Baldi Comi-Denkmal und Sala della Pietà – Bologna, Cimitero Monumentale della Certosa di Bologna
- 1816 Sala delle Tombe – Bologna, Cimitero Monumentale della Certosa di Bologna
- 1819 Kirche San Martino in Pedriolo, San Martino in Pedriolo (Bo)
- ca. 1820 Wiederaufbau des Komplexes Gabella Nuova (Bologna)[7]